# Ellipteroides (Progonomyia) paraensis
Ellipteroides (Progonomyia) paraensis is een tweevleugelige uit de familie steltmuggen (Limoniidae). De soort komt voor in het Neotropisch gebied.